# Sonseca
Sonseca este un oraș din Spania, situat în provincia Toledo din comunitatea autonomă Castilia-La Mancha. Are o populație de 10.865 locuitori.
1. ↑  Nomenclátor Geográfico de Municipios y Entidades de Población (20240402 edition)
2. ↑   https://www.worlddata.info/europe/spain/timezones.php, accesat în 5 mai 2025 Lipsește sau este vid: |title= (ajutor)